# 三正丙基铝
三正丙基铝(化学式：C9H21Al），空气中易燃；水解产生易燃蒸气；燃烧产生刺激烟雾。应保证库房通风低温干燥；与氯代烃分开存放。起火时应用干粉、砂土、二氧化碳灭火。